# The Call (Backstreet Boys)
The Call è un brano musicale della band statunitense Backstreet Boys, scritto da Max Martin e pubblicato il 6 febbraio 2001 come secondo singolo estratto dall'album Black & Blue del 2000. Raggiunse le Top 10 delle classifiche di Italia, Belgio e Svezia.

## Video
Diretto dal regista Francis Lawrence, Il video è la storia di un uomo che tradisce la sua ragazza andando in un nightclub e chiamandola per dirle che avrebbe fatto tardi a tornare a casa;  così la ragazza si vendica: AJ corre nel traffico, Brian viene colpito da proiettili dall'alto, Nick va dal suo amico Howie con la macchina ma alla fine si scopre che non era Howie ma la ragazza vendicatrice, e Kevin compare in una scena finale senza fiato. Nell'ultima scena, tutti e 5 i ragazzi si ritrovano faccia a faccia con delle ragazze arrabbiate. Del video esiste anche una versione Remix dei The Neptunes.
Il video ottenne due nomination all'MTV Video Music Awards 2001 e una nomination come Favorite Video all'MTV Asia Awards 2002.
Durante l'intervista all'Oprah Winfrey Show AJ McLean ammise di aver assunto per la prima volta della cocaina durante le riprese del video.

## Tracklist
1. The Call 3:24
2. Shape Of My Heart (Soul Solution Radio Mix) 2:54
3. Shape Of My Heart (Soul Solution Club Mix) 7:03

Remix
1. The Call (Album Version) 3:25
2. The Call (Fragma Remix) 6:05
3. The Call (Tom Novy Remix) 6:16
4. The Call (Neptunes Remix With Rap) 3:56
5. The Call (Kruger Mix) 5:22
6. The Call (Thunderpuss Radio Edit) 3:10
7. The Call (Thunderpuss Club Mix) 8:26
8. The Call (Thunderdub) 8:03

The Neptunes Remix
1. The Call Neptunes Remix With Rap 3:53
2. The Call Neptunes Remix No Rap 3:55
3. The Call Earthone III Remix 3:43

Unmastered Mixes
1. The Call - Thunderpuss Club 8:26
2. The Call - Thunderdub 8:00
3. The Call - Thunderpuss Radio 3:11
4. The Call - Destiny Mix 7:45
5. The Call - Destiny Mix (short) 6:10
6. The Call - Destiny Dub 7:45
7. The Call - Azza's Blak Beatniks Radio Mix 3:47
8. The Call - Azza's Blackbeatnik Club Mix 8:55
9. The Call - Fragma Remix 6:03

- CD promozionale prodotto e distribuito da Battery Studios su CDr

The Exclusive S.I.N. Remixes
1. The Call - Thunderpuss Remix 3:08
2. The Call - Neptunes Remix w/Rap 3:53
3. The Call - Neptunes Remix No Rap 3:55
4. The Call - Earthone III Remix 3:43
5. The Call - Fragma Remix 3:13
6. The Call - Destiny Remix 3:36
7. The Call - Marcus DL Remix 3:23
8. The Call - Azza's Blak Beatniks Remix 3:43

- le versioni presenti su questo CD sono le Radio Edit
- CD promozionale prodotto e distribuito da S.I.N./Vince Pellegrino

## Classifiche

### Classifiche settimanali
| Classifica (2000-2002)                | Posizione più alta |
| ------------------------------------- | ------------------ |
| Australia (ARIA Charts)               | 19                 |
| Austria (Ö3 Austria Top 40)           | 23                 |
| Belgio (Fiandre) (Ultratop)           | 30                 |
| Belgio (Vallonia) (Ultratop)          | 6                  |
| Finlandia (Suomen virallinen lista)   | 15                 |
| Germania (Offizielle Top 100)         | 17                 |
| Irlanda (IRMA)                        | 17                 |
| Italia (FIMI)                         | 6                  |
| Norvegia (VG-lista)                   | 8                  |
| Nuova Zelanda (RMNZ)                  | 19                 |
| Paesi Bassi (Dutch Top 40)            | 9                  |
| Polonia (Polish Single Chart)         | 7                  |
| Regno Unito (Official Charts Company) | 8                  |
| Romania (Romanian Top 100)            | 1                  |
| Spagna (PROMUSICAE)                   | 2                  |
| Svezia (Sverigetopplistan)            | 5                  |
| Svizzera (Schweizer Hitparade)        | 30                 |
| USA Billboard Hot 100                 | 52                 |